# Goodwood Gardens
Goodwood Gardens es una localidad de Trinidad y Tobago, que forma parte de la región de Diego Martín.

## Geografía
La localidad abarca parte de la isla Trinidad y limita al norte con Rich Plain y La Puerta, al sur con Glencoe y Bayshore, al este con Victoria Gardens y al oeste con La Horquette.

## Demografía
Datos demográficos de la localidad de Goodwood Gardens:
| Gráfica de evolución demográfica de Goodwood Gardens entre 2000 y 2011 |
|                                                                        |